# Bertrada z Laonu
Bertrada z Laonu (720/727? - 12. července 783 Choisy-au-Bac) byla franskou královnou, manželkou Pipina III. Krátkého a matkou císaře Karla Velikého.

## Životopis

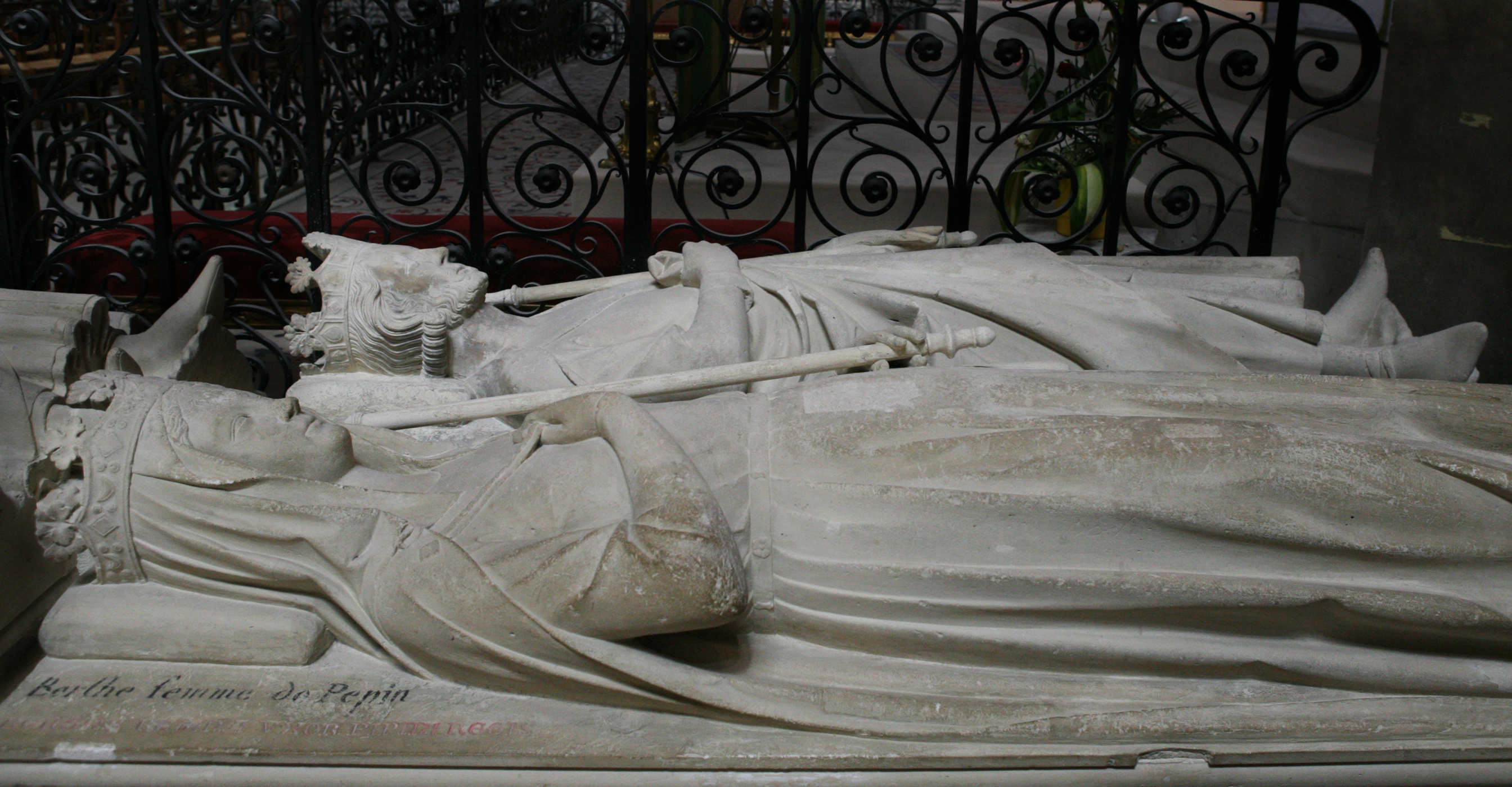
Bertrada a Pipin Krátký v bazilice Saint-Denis

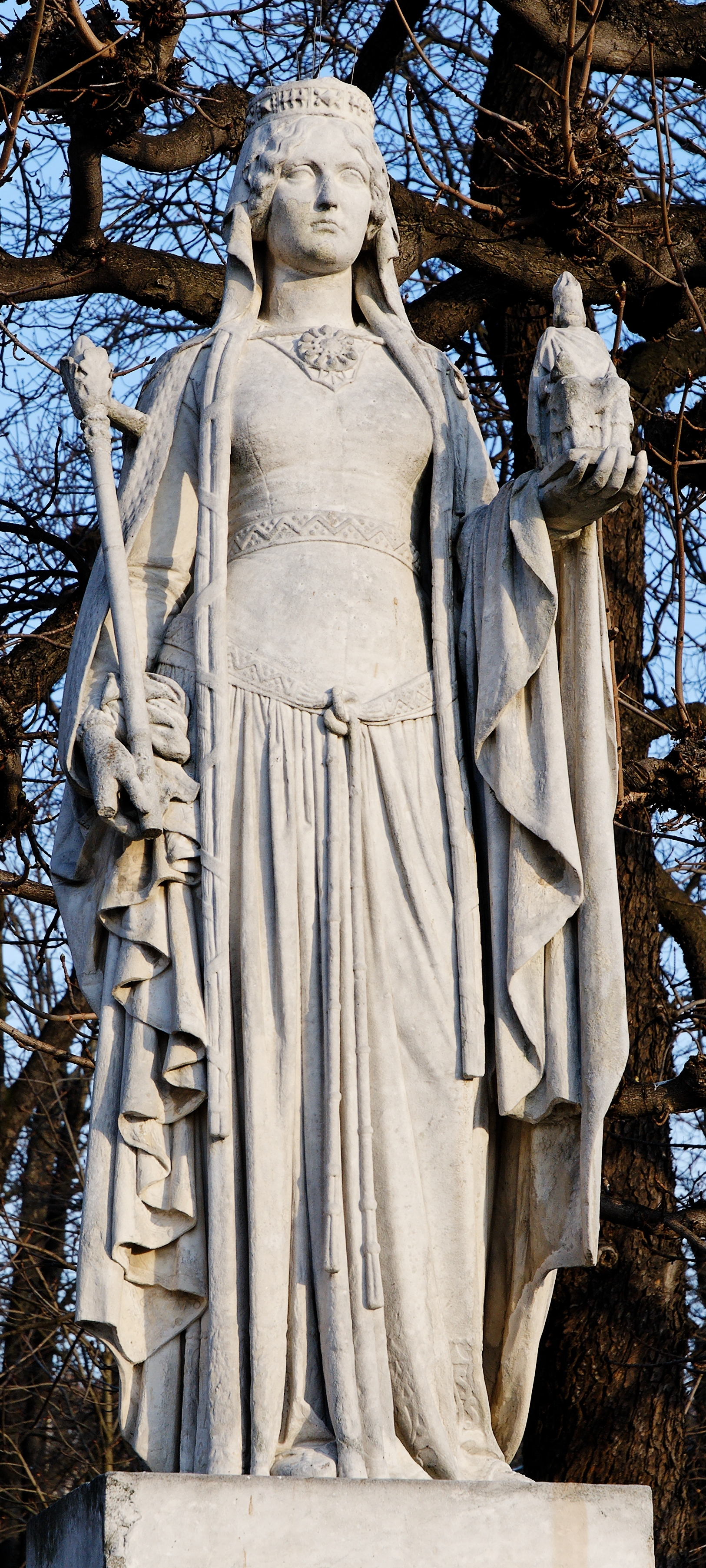
socha Bertrady v Lucemburských zahradách, Paříž

Patřila k vysoce urozené a movité franské rodině. Její otec Charibert byl hrabětem z Laonu, jeho matka, po které získala Bertrada křestní jméno, patřila k zakladatelům kláštera Prüm, který se po dlouhou dobu stal rodovým majetkem karolínské dynastie. Sestra její babičky, Plectruda, byla manželkou Pipina Prostředního a zároveň macechou Karla Martela. Patřili ke genealogicky označovanému rodu Hugobertinů a svazkem s tímto rodem získal Pipin mocnější spojenectví a vazby na rody v Austrasii.
Sňatek Bertrady a Pipina se patrně konal roku 744, i když některé prameny uvádějí rok 740. Z tohoto svazku vzešlo několik dětí, nejvýznamnější byl nejstarší syn zvaný později Karel Veliký. Podílníkem na vládě se v prvních letech po smrti Pipina Krátkého stal i druhý syn Karloman, který však roku 771 náhle zemřel. Podle historických tvrzení neměl Pipin po dobu jejich manželství vztah s jinou ženou, nevydržoval si konkubíny a neměl nemanželské děti. Avšak pro blízké příbuzenství byl sňatek legalizován až roku 749. Podle některých tvrzení měl být manželem starší Berty (zakladatelky kláštera v Prümu) Martin z Laonu (či také Martin Heristal), jehož bratrem měl údajně být Pipin II. Prostřední, což by znamenalo, že Pipin Krátký a Bertrada byli k sobě vlastníci, tedy (vzdálený) bratranec a (vzdálená) sestřenice z druhé generace. Měli tedy společné předky - Ansegisela a svatou Beggu. Svého manžela Pipina podporovala v jeho politických i vojenských krocích a společně s ním byla roku 751 v Soissons pomazána na královnu. Její manžel Pipin, do té doby mocný královský správce - majordomus, ve spolupráci s papežem Štěpánem III. odstranil do kláštera posledního žijícího merovejského krále Childericha III. a sám se chopil franského trůnu. Podruhé proběhla korunovace krále a královny 28. června roku 754 v bazilice Saint-Denis od téhož papeže, který nutně potřeboval zasáhnout proti Langobardům, kteří Itálii ovládali. Král Pipin následujícího roku skutečně napadl Langobardské království a na této výpravě ho Bertrada doprovázela.
Agilní královna se účastnila i dalších válečných taženích svého manžela a to přinejmenším při konfliktu s Bretonci a při vpádu do Akvitánie odbojného vévody Waiofara (767 a 768) a při výpravě do Septimánie.
Po Pipinově smrti v září 768 se rozhodla aktivně zapojit do franské politiky a snažila se svým vlivem působit na oba syny, aby mezi nimi zabránila zbytečným konfliktům. I tak se například stalo, že během vojenské kampaně proti Akvitánii, kterou měli společně řešit oba bratři, se Karloman odmítl ke Karlovi připojit. Ten i tak dosáhl nad Akvitánci konečného vítězství a tuto zemi pevně připojil k Franské říši. Dalším politickým tahem matky královny byla sňatková politika s Langobardským královstvím. Po jednání s králem Desideriem se uskutečnil sňatek s jeho jménem neznámou dcerou a jejím synem Karlem. Ten se tomuto rozhodnutí podřídil a tímto sňatkem vznikla příbuzenská koalice mezi Franským a Langobardským královstvím a také Bavorským vévodstvím, které bylo sice formálně podřízeno Frankům, ale v podstatě si její vévoda Tasisilo III. uskutečňoval samostatnou politiku a to poměrně úspěšně, navíc byl i v blízkém příbuzenském svazku z karolínským rodem i Desideriem. Tento stav věcí se pramálo líbil papeži Štěpánu III., který podotýkal v listu zaslanému mladému králi Karlovi, že je již tento ženat (z Himiltrudou, kterou zapudil). Ovšem Karlův sňatek z Himiltrudou je sporný, kronikáři je tradičně jmenována jako konkubína, ovšem na druhou stranu mohlo jít o jistou formu necírkevního svazku na základě germánských tradic.  
Úmrtím mladšího krále Karlomana dne 4. prosince roku 771 vzaly snahy královny-matky za své. Karel, již jako jediný vládce říše, langobardskou manželku poslal zpět za Alpy a o tři roky později si království jejího otce podmanil. Bertrude ustoupila po Karlomanově smrti z veřejného života, ovšem i nadále se u Karla těšila velké úctě.
Zemřela 12. července 783 a byla pohřbena v bazilice Saint-Denis vedle svého muže Pipina.

## Rodina
Z manželského svazku s králem Pipinem vzešli tito potomci:
- Karel (747 - 814, franský král od 768, od 800 císař
- Karloman (751 - 771, franský král - spoluvládce od 768
- Gisela, (757 – 810) řeholnice a abatyše
- Pipin (759 - 761)
- Chrothais
- Adelais

### Bertrada v chansons de geste
Z konce 13. století pochází francouzský epos, tzv. chansons de geste Berta s velkýma nohama, který líčí příběh krále Pipina a Berty Uherské, která trpěla vadou nohy (nohou) a stala se obětí dvorských intrik, díky čemuž se Pipin oženil s nepravou ženou, která se za Bertu vydávala. Pipin však po čase podvod odhalil, se skutečnou Bertou se sešel a pojal ji za manželku.